# Ebenezer J. Shields
Ebenezer J. Shields (* 22. Dezember 1778 in Georgia; † 21. April 1846 bei La Grange, Texas) war ein US-amerikanischer Politiker. Zwischen 1835 und 1839 vertrat er den Bundesstaat Tennessee im US-Repräsentantenhaus.

## Werdegang
Im Jahr 1809 kam Ebenezer Shields nach Tennessee, wo er sich im Giles County nahe Lynnville niederließ. Dort setzte er seine Ausbildung fort. Bis 1827 studierte Shields an der University of Nashville. Nach einem anschließenden Jurastudium und seiner Zulassung als Rechtsanwalt begann er in Pulaski in seinem neuen Beruf zu arbeiten. Politisch schloss er sich in den 1830er Jahren der Opposition gegen Präsident Andrew Jackson an und wurde Mitglied der 1835 gegründeten Whig Party.
Zwischen 1833 und 1835 saß Shields als Abgeordneter im Repräsentantenhaus von Tennessee. Bei den Kongresswahlen des Jahres 1834 wurde er im zehnten Wahlbezirk von Tennessee in das US-Repräsentantenhaus in Washington, D.C. gewählt, wo er am 4. März 1835 die Nachfolge des Demokraten William Marshall Inge antrat. Nach einer Wiederwahl konnte er bis zum 3. März 1839 zwei Legislaturperioden im Kongress absolvieren. Im Jahr 1838 unterlag er dem Demokraten Aaron V. Brown. Nach seinem Ausscheiden aus dem US-Repräsentantenhaus praktizierte Shields wieder als Anwalt in Pulaski. Im Jahr 1844 verlegte er seinen Wohnsitz und seine Kanzlei nach Memphis. Er starb am 21. April 1846 in der Nähe von La Grange in Texas.